# 팬택 베가 S
팬택 스카이 베가 S(Pantech SKY Vega S)는 팬택이 2011년 2월 27일에 출시한 스마트폰이다. 기존의 스카이 베가 X에서 CPU 클럭을 좀 더 높이는 등 사양을 강화하여 출시한 기종이다. 2011년 11월 25일부터 안드로이드 2.3.4 운영체제 업그레이드가 시작되었다.

## 운영 체제/소프트웨어

### 안드로이드 2.3.4 진저브레드
123456

## 색상
- 블랙
- 화이트
- 핑크